# リカルド・ラゴス

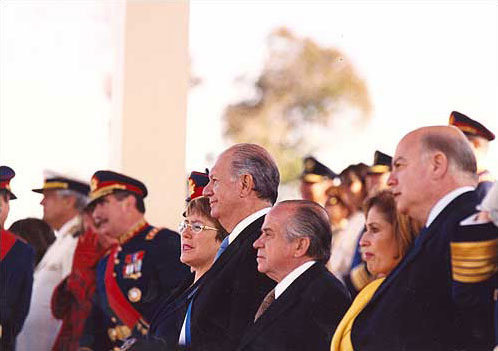
2003年のチリ軍事パレードを観閲するリカルド・ラゴス大統領（右から4人目）、ミシェル・バチェレ国防相（同5人目）、及び軍の高官（役職は当時のもの）

リカルド・ラゴス・エスコバル（西: Ricardo Lagos Escobar、1938年3月2日 - ）はチリ共和国の政治家。同国大統領（第33代）。

## 来歴
1960年チリ大学法学部卒。1966年米国デューク大学経済博士取得。チリ大学で教鞭を取った（経済学）後、1974年より米国ノースカロライナ大学客員教授に就任（ラテンアメリカ学）。
1980年代より政界に進出したが、1986年に当時のアウグスト・ピノチェト軍事政権により逮捕される（約3週間で釈放）。1987年12月、軍政継続を問う国民投票において、立会人を確保するための政党である“民主主義のための政党”（PPD）を立ち上げ、その後党首に就任。ピノチェト軍事政権が崩壊した1990年に文部大臣に、1994年に公共事業大臣にそれぞれ就任。1998年に大統領選挙出馬のため公共事業大臣を辞任し、2000年3月の大統領選挙で初当選を果たす。2003年2月に来日した。
2004年11月にサンティアゴ・デ・チレで行われたAPEC首脳会議の際、チリの有名政財界の人たちに対してアメリカ合衆国のシークレット・サービスが金属探知装置をくぐるように要求したことが原因で米国大統領ジョージ・ウォーカー・ブッシュを迎えての晩餐会を中止したことは、世界中に波紋を巻き起こした。
2005年4月9日には母であるエマ・エスコバルを亡くす不幸に見舞われた。エマは108歳の大往生であった。
この年の11月6日、日本に亡命中であったペルー前大統領のアルベルト・フジモリが突如、日本からチリに出国してチリ当局に逮捕された件では、日本政府が前大統領が国際手配されていることを知りながら日本出国・チリ入国の事実をチリ政府に通告しなかった事を批判している。